# Tord Palander
 (mars 2019).
Tord Folkeson Palander, né le 6 octobre 1902 et mort en 1972, est un économiste suédois. 
Sa thèse de doctorat, Beiträge zur Standortstheorie (en anglais : Contributions to Location Theory), achevée en 1935 à l'université de Stockholm, a posé les fondations de la science régionale. 

## Biographie
Palander a d'abord étudié l'ingénierie chimique à l'Institut royal de technologie, et a obtenu son diplôme en 1926. Il a ensuite commencé à étudier l'économie à l'université de Stockholm. En 1941, Palander est devenu professeur à l'université de Göteborg, et en 1948 à l'université d'Uppsala.
L'économiste suédois Palander, dans sa thèse de 1935, a apporté la première grande contribution non allemande à l'économie spatiale.